# وادي برك (حوطة بني تميم)
وادي برك، هي قرية من فئة (ب) تقع في محافظة حوطة بني تميم، والتابعة لمنطقة الرياض في السعودية. وتبعد وادي برك عن محافظة حوطة بني تميم بمسافة تقارب () كم.